# Valle de Bravo
Valle de Bravo là một đô thị thuộc bang México, México. Năm 2005, dân số của đô thị này là 52902 người.